# Sabré Cook
Sabré Cook (Grand Junction, Colorado, 21 de maio de 1994) é uma piloto de automóveis norte-americana. Ela já competiu em diversas categorias bem como W Series, Campeonato Indy Pro 2000, Fórmula 4 Norte-americana, Campeonato Nacional U.S. F2000, entre outras.